# Slither (película)
Slither (Criaturas rastreras en Hispanoamérica) es una película estadounidense de 2006 escrita y dirigida por James Gunn en su debut como director, y protagonizada por Nathan Fillion, Elizabeth Banks, Michael Rooker y Gregg Henry. La película fue producida por Paul Brooks y Eric Newman. A pesar de no conseguir recuperar su costos de producción, Slither recibió críticas positivas y se ha convertido en una película de culto.

## Argumento
Un meteorito se desvía de su curso y empieza a caer a la Tierra. Starla es una chica joven y muy atractiva que vive en el ficticio pueblo de Wheelsy, Carolina del Sur. Está casada con Grant, el hombre más adinerado del pueblo. Sin embargo, cuando una noche ella rechaza tener relaciones sexuales con su marido, éste en su cólera decide irse a un bar local, donde casualmente se reencuentra con Brenda, quien es la hermana menor de una de sus exnovias. Brenda y Grant comienzan a hablar, y ésta le coquetea a Grant.
El meteorito finalmente cae en el bosque de Wheelsy, donde Grant y Brenda merodeaban. Estos se acercan al lugar del impacto del meteorito y siguen un rastro en el suelo que los conduce al meteoro. La roca comienza a abrirse para dar salida a una extraña babosa, la cual dispara una espina que alcanza a Grant y lo infecta con un parásito alienígena. Rápidamente éste comienza a controlar el cuerpo de Grant, aunque conservando sus recuerdos. Días más tarde, Grant comienza a experimentar un gran apetito por la carne mientras las mascotas de su vecindario comienzan a desaparecer.
Al iniciarse la temporada de caza de ciervos en la ciudad, se celebra un baile al cual Starla asiste sin Grant. Allí se encuentra con Bill Pardy, el jefe de policía de la ciudad. Grant, controlado por el parásito alienígena, acude a la casa de Brenda. Cuando van a tener relaciones sexuales dos tentáculos brotan del abdomen de Grant, para horror de Brenda. Ella intenta resistirse, pero Grant, haciendo uso de una enorme fuerza, la somete y los tentáculos penetran y embarazan a Brenda en una grotesca escena. Grant la encierra en un granero y ésta comienza a comer grandes cantidades de carne mientras que su embarazo progresa.
Starla descubre que Grant ha sufrido una extraña erupción en su piel, y también que su sótano está lleno de cadáveres de perros y gatos al darse cuenta del nauseabundo olor a carne putrefacta. Decide llamar a Bill pero es atacada por Grant, quien intenta infestarla como a Brenda. Starla es salvada justo a tiempo mientras que el cuerpo de Grant se ha deformado, y ésta huye a la granja Strutemyer donde se encuentra Brenda; pronto toda la policía busca a Grant acudiendo a la casa de los Strutemyer. Bill descubre horrorizado que Brenda está en el granero y se ha convertido en una gigantesca masa de carne, increíblemente aún con vida. El lugar está lleno de vísceras y restos de carne de las reses y mascotas locales desaparecidas.
El embarazo de Brenda termina estallando y liberando millones de pequeñas babosas que parasitan los cuerpos de los policías llegando a sus cerebros y controlándolos. Mientras la hija adolescente de los Strutemeyer, Kylie, está en la bañera, casi es infectada por una babosa pero termina sacándola de su boca justo a tiempo, luego de que ésta le mostrara quién es realmente Grant. Kylie trata de alertar a su familia de las babosas, pero estos ya han sido infectados y la atacan. Kylie es salvada por Bill, quien le dice que ellos ya no son su familia.
Pronto todo la ciudad se ha infectado menos Kylie, a quien el parásito le transmitió parte de la memoria de Grant, y ella explica que las babosas van de mundo en mundo infectando a los pobladores hasta controlar toda forma de vida en el planeta. Kylie también menciona que a algunos los controla mientras que a algunas mujeres las embaraza, y que la única forma de matar a todos los parásitos es destruir a Grant.
Grant comienza a fusionarse con los pobladores infectados originando una horrorosa masa de carne, y captura a Starla para infectarla. Los pobladores infectados llevan a Starla a su casa y la "preparan" para un momento aparentemente íntimo con Grant, en espera de que ella se fusione con él, en el cual Starla queda incrédula y absolutamente espantada al ver el monstruo en el que Grant se ha transformado. Bill y Kylie tratan de detenerlos. Grant intenta infectar a Bill, pero éste lo engaña al llenarlo de gas propano por sus tentáculos. Grant, incapaz de moverse, es incendiado y termina estallando violentamente, mientras que todas las babosas y los parásitos en los cuerpos de los pobladores mueren junto con sus huéspedes humanos. Finalmente Starla y Kylie deciden llevar a Bill a un hospital en busca de ayuda y abandonan el pueblo.
En una escena poscréditos, un gato se acerca a los restos de Grant y se infecta con el parásito alienígena.

## Reparto
- Nathan Fillion como William "Bill" Pardy.
- Elizabeth Banks como Starla Grant.
- Gregg Henry como Alcalde Jackson "Jack" MacReady.
- Michael Rooker como Grantham "Grant" Grant.
- Tania Saulnier como Kylie Strutemeyer.
- Brenda James como Brenda Gutiérrez.
- Don Thompson como Walter "Wally" Whale.
- Jennifer Copping como Margaret Hooper.
- Jenna Fischer como Shelby Cunningham.
- Haig Sutherland como Trevor Carpenter.
- Matreya Fedor como Emily Strutemyer.
- Amber Lee Bartlett como Jenna Strutemyer.

## Temas e influencias
La controversia se produjo sobre las muchas similitudes y puntos de trama compartidos con la comedia de terror de 1986 de Fred Dekker Night of the Creeps. Según el periodista Steve Palopoli:
Cuando salió el trailer de Slither, los paneles de Internet sobre la película de repente se iluminaron con las protestas de una legión de fanáticos de la película de 1986 Night of the Creeps. "¡Babosas alienígenas que convierten a las personas en zombis!" ellos lloraron. "¡Vaya timo!" Menciono esto no porque piense que Slither, que es un pastiche irónico de al menos una docena de películas de terror de los 80, realmente podría considerarse una estafa de cualquiera de ellas.
Luego, Palopoli compara directamente Slither con los Creeps mencionados anteriormente y con Shivers (1975). Gunn ha declarado que tanto Cronenberg's Shivers como su película de 1979 The Brood fueron las dos mayores influencias en la historia en Slither, junto con el manga Uzumaki de 2000 de Junji Ito.
La película rinde homenaje a otras películas de terror, como una granja que pertenece a Castevet en referencia a los vecinos de Rosemary's Baby que adoran a Satanás. Jack MacReady, el alcalde de Wheelsy, lleva el nombre de los personajes de Kurt Russell Jack Burton y R.J. MacReady de las películas de John Carpenter Big Trouble in Little China y The Thing.

## Formatos domésticos
Slither fue lanzada en DVD normal y en disco híbrido HD DVD / DVD el 24 de octubre de 2006. La versión HD se presenta en pantalla panorámica 1.85: 1 codificada a 1080p y envolvente Dolby Digital-Plus 5.1. Además de la película, el DVD contiene dos documentales de fabricación, uno dedicado exclusivamente a los efectos visuales. El DVD también contiene escenas eliminadas y extendidas, un carrete de blooper, progresiones de efectos visuales, un recorrido conjunto con Fillion y un comentario de audio de Gunn y Fillion. También se incluyen largometrajes que describen cómo hacer sangre comestible, y el documental de Lloyd Kaufman que discute su día en el set y el rodaje de su línea (que finalmente se cortó de la película). Finalmente, hay un bono adicional titulado "¿Quién es Bill Pardy?" que es una función de broma hecha por Gunn con el único propósito de asar Fillion, y se mostró en la fiesta de clausura de la película.
¡Gritar! Factory lanzó una edición de coleccionista en Blu-ray Disc el 25 de julio de 2017.  Además de la nueva obra de arte ilustrada por el artista Justin Osbourn, incluye nuevas características especiales como un nuevo comentario de audio con James Gunn y los miembros del reparto, nuevas entrevistas con James Gunn y el actor Gregg Henry (Jack MacReady), así como todos los especiales características que se encuentran en el video DVD original.

## Recepción

### Taquilla
Slither fue "un fracaso de taquilla", no pudo recuperar su presupuesto de producción tras su debut en los Estados Unidos y Canadá el 31 de marzo de 2006 en 1.945 salas de cine. En su primer fin de semana, la película recaudó $ 3,880,270 y ocupó el puesto número 8 en la taquilla de Estados Unidos y Canadá. Slither recaudó $ 7,802,450 en su carrera teatral en los Estados Unidos y Canadá.  Slither también tuvo un desempeño inferior en Francia, recaudando $ 236,261 de 150 pantallas. La película recaudó $ 5,032,486 al 6 de febrero de 2008 en territorios fuera de los Estados Unidos y Canadá con un ingreso bruto mundial de $ 12,834,936. Su desempeño en taquilla fue sustancialmente menor que su presupuesto total de $ 29.5 millones, incluidos los costos de comercialización; el presupuesto de producción representaba aproximadamente $ 15 millones del total.
Paul Brooks, presidente de la compañía de producción de la película, Gold Circle Films, dijo que la compañía estaba "abrumadoramente decepcionada" por el bruto. Universal se distanció del pobre desempeño de taquilla de Slither, citando su distribución de la película como simplemente parte de un acuerdo con Gold Circle. The Hollywood Reporter especuló que la actuación de Slither "podría haber matado el género de comedia de terror en el futuro cercano". El productor Paul Brooks ofreció esta explicación sobre por qué Slither no logró captar a los cinéfilos:
“Creo que debido a que era el horror de la comedia en lugar del puro horror, ahí está el problema. Es la primera comedia de terror en mucho tiempo, y tal vez el mercado todavía no está listo para la comedia de terror. Es difícil pensar en otras explicaciones.”

### Respuesta crítica
Slither recibió críticas generalmente positivas. Según el sitio web del agregador de reseñas Rotten Tomatoes, el 86% de los críticos le han dado a la película una crítica positiva basada en 138 reseñas, con una calificación promedio de 6.9 / 10. El consenso de críticos del sitio dice: "Un homenaje viscosa y de película B que rebosa de afecto por las películas de terror de bajo presupuesto, Slither es espeluznante y divertido, si tienes el estómago para eso". En Metacritic, la película tiene un puntaje promedio ponderado de 69 de 100 basado en 27 críticos, lo que indica "críticas generalmente favorables"
La película apareció en la edición del 14 de abril de 2006 de Entertainment Weekly como # 1 en "The Must List"; "Diez cosas que amamos esta semana". El crítico invitado Michael Phillips nombró a Slither su selección de DVD de la semana en el programa de televisión Ebert & Roeper. Slither fue catalogado como uno de los "25 mejores DVD del año" por Peter Travers en la revista Rolling Stone. 
Entre los críticos a quienes no les gustó la película, Roger Ebert y Richard Roeper le dieron a Slither una calificación de "dos pulgares hacia abajo" en su programa de televisión, y Roeper dijo que estaba "completamente zombi" después de revisar una ola de películas con temas de zombis año anterior.

### Elogios
Slither recogió el "Premio Chainsaw" de Fangoria 2006 por el recuento más alto del cuerpo y obtuvo nominaciones en las categorías de Relación desde el infierno, Amigo con el que no quieres meterte y Looks That Kill. Además, la revista de terror Rue Morgue nombró a Slither el "Mejor largometraje del año".